# Departamento del Istmo
El departamento del Istmo fue una división administrativa y territorial de la Gran Colombia que abarcaba el territorio del actual Panamá, así como un pequeño sector de Costa Rica.
El departamento fue creado en 1822, tras la  Independencia del Istmo de Panamá de España, el 28 de noviembre de 1821, y perduró hasta la disolución del país en 1830. 
La capital del departamento fue la ciudad de Panamá. 

## Historia
El 28 de noviembre de 1821, Panamá se proclamó independiente de España. La independencia se logró sin derramamiento de sangre y con la participación de los hombres más prominentes del país, quienes a través de sus aportes pecuniarios neutralizaron al ejército español que custodiaba el Istmo. El movimiento de Independencia de Panamá se inicia el 10 de noviembre de 1821 con la Independencia de la Villa de Los Santos, dirigida por Segundo Villarreal; dieciocho días más tarde, el 28 de noviembre, se proclamó oficialmente la emancipación del Imperio Español y la decisión de Panamá de unirse de manera voluntaria a la Gran Colombia.
Varios fueron los factores que influyeron en la decisión final de unir a Panamá a la Gran Colombia, en vez de hacerlo al Perú (su principal socio comercial durante la época colonial española). De estos, el más importante fue la figura de Simón Bolívar, que en ese momento estaba en pleno apogeo de su gloria y popularidad.
El 9 de febrero de 1822, mediante Decreto Ejecutivo del Vicepresidente de la Gran Colombia, Francisco de Paula Santander, se creó provisionalmente y hasta la reunión del próximo del Congreso, el departamento del Istmo, con los mismos derechos concedidos a los departamentos originales creados por la ley de 2 de octubre de 1821.
El Istmo se caracterizó por una fuerte tendencia al autonomismo, como antecedente temprano se tiene la oposición tenaz por parte de su clase política, frente la adopción de la constitución boliviana que se pretendía implantar en la Gran Colombia, a pesar de todas las gestiones del enviado especial por Simón Bolívar y de la presión que ejercieron el intendente y jefe militar en el Istmo.
En 1826, mismo año en que el Istmo rechazó la constitución boliviana, se celebró en la capital del departamento el Congreso Anfictiónico de Panamá. Mas este notable acontecimiento no fue obstáculo para que en ese año se produjera la primera tentativa de separación de Colombia. Sucedió que el congreso colombiano hacía caso omiso de las solicitudes de franquicias comerciales para el Istmo, lo que frustraba las aspiraciones panameñas. En consecuencia, surgió un movimiento separatista para convertir a Panamá en un país hanséatico, bajo la protección de Gran Bretaña y los Estados Unidos. El movimiento fue, sin embargo, reprimido por los militares colombianos destacados en el Istmo.
En lo que respecta a separaciones concretizadas, la primera fue realizada bajo el liderazgo del General José Domingo Espinar, que separó al Istmo el 26 de septiembre de 1830. Sin embargo, volvió a reintegrarlo a la Gran Colombia el 11 de diciembre de ese mismo año. El segundo intento lo efectuó el Coronel Juan Eligio Alzuru el 9 de julio de 1831, siguiendo el ejemplo de Venezuela y Ecuador. Pero el movimiento fue sofocado y sus líderes ajusticiados el 29 de agosto de ese año por órdenes del General Tomás Herrera.

## Divisiones administrativas

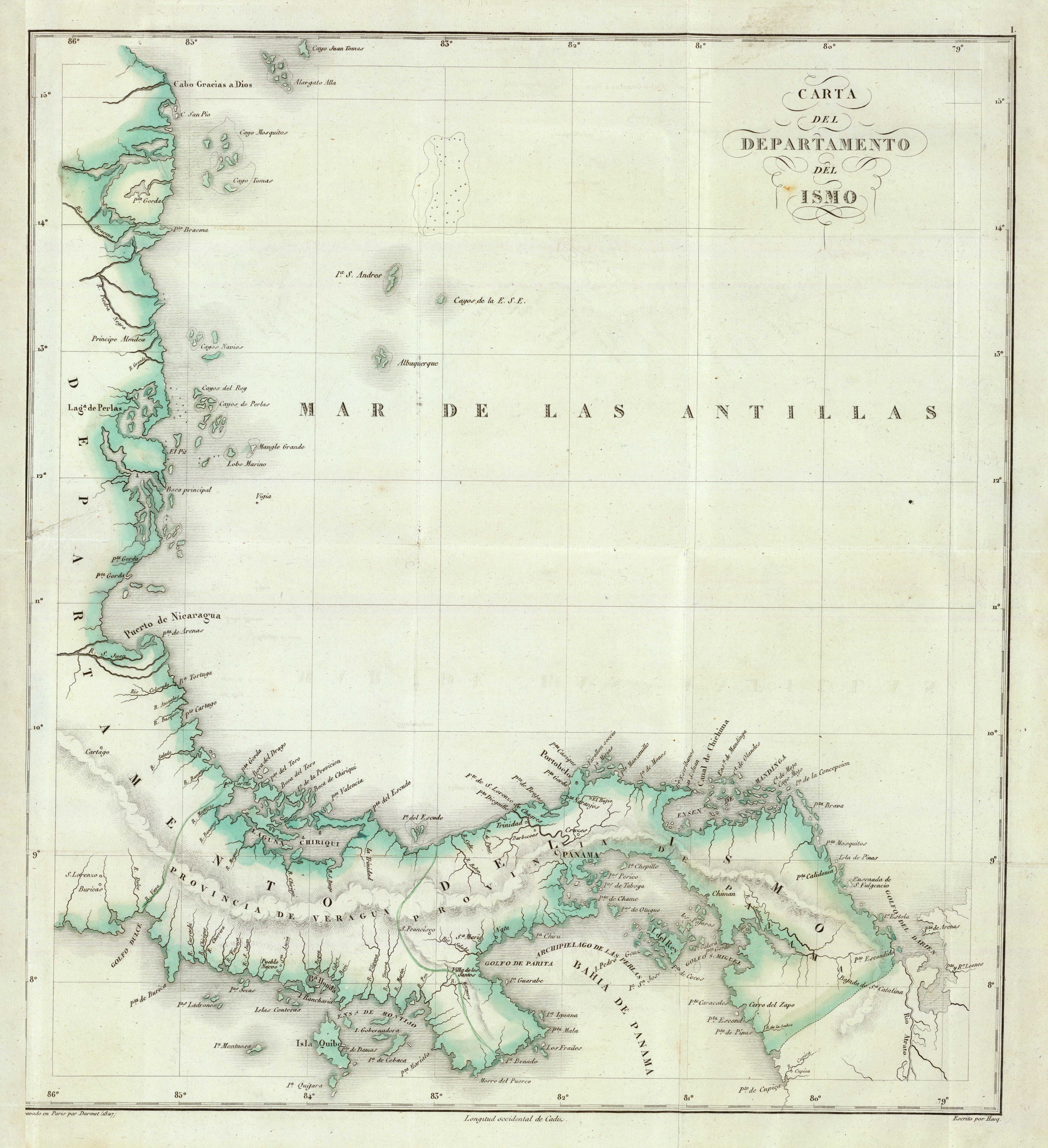
Carta del departamento del Istmo y sus divisiones administrativas en 1827.

El departamento del Istmo fue constituido con el territorio de la actual República de Panamá, el norte del actual departamento del Chocó, en la República de Colombia y el Pacífico sur costarricense (desde punta Burica hasta el golfo Dulce). En 1824, por medio de la Ley de División Territorial de la República de Colombia, el departamento se subdividía en provincias. De acuerdo a las leyes de la Gran Colombia, a la cabeza del gobierno civil del departamento se hallaba un intendente y la autoridad militar estaba representada por el comandante general del departamento.
De acuerdo a lo dispuesto en la Ley de División de Colombia del 25 de junio de 1824, el departamento estaba constituido de dos provincias y 10 cantones:
- Provincia de Panamá. Capital: Ciudad de Panamá. En 1822 estaba constituida por seis cantones: Panamá, Portobelo, Darién del Sur, Natá y Los Santos. En 1824 la provincia de Panamá comprendía los cantones de Panamá, Portobelo, Yaviza (antes Darién del Sur), Natá, Los Santos y Chorrera.
- Provincia de Veraguas. Capital: Santiago de Veraguas. En 1822 estaba constituida por dos cantones: Santiago y Alanje.[6] En 1824 la provincia de Veraguas estaba formada por los cantones de Santiago, Alanje, La Mesa y Gaimí (cabecera Remedios).